# Pierwszy rząd Marcela Ciolacu
Pierwszy rząd Marcela Ciolacu – rząd Rumunii funkcjonujący od 15 czerwca 2023 do 23 grudnia 2024.
Od listopada 2021 w Rumunii urzędował rząd Nicolae Ciuki z Partii Narodowo-Liberalnej (PNL), tworzony również przez Partię Socjaldemokratyczną (PSD) oraz Demokratyczny Związek Węgrów w Rumunii (UDMR). 12 czerwca 2023 Nicolae Ciucă ustąpił z funkcji premiera, realizując umowę koalicyjną przewidującą zastąpienie go przez przedstawiciela socjaldemokratów w trakcie trwającej kadencji parlamentu. Pełniącym obowiązki premiera został minister sprawiedliwości Cătălin Predoiu. Na nowego premiera został desygnowany lider Partii Socjaldemokratycznej Marcel Ciolacu. Nowych ministrów zaproponowały wyłącznie PSD i PNL; ugrupowanie UDMR ostatecznie nie zdecydowało się pozostać w koalicji.
15 czerwca nowy rząd został zatwierdzony przez parlament – za zagłosowało 290 posłów do Izby Deputowanych oraz członków Senatu. Gabinet rozpoczął funkcjonowanie tego samego dnia po tym, jak prezydent Klaus Iohannis podpisał dekret o jego powołaniu i dokonał zaprzysiężenia członków rządu.
Gabinet urzędował do 23 grudnia 2024, kiedy to kilka tygodni po kolejnych wyborach parlamentarnych został zastąpiony przez drugi rząd dotychczasowego premiera.

## Skład rządu
- Premier: Marcel Ciolacu (PSD)[8][9]
- Wicepremier: Marian Neacșu (PSD)
- Wicepremier, minister spraw wewnętrznych: Cătălin Predoiu (PNL)
- Minister finansów: Ioan Marcel Boloș (PNL)
- Minister transportu i infrastruktury: Sorin Grindeanu (PSD)
- Minister rodziny, młodzieży i równych szans: Gabriela Firea (PSD, do lipca 2023), Natalia-Elena Intotero (PSD, od lipca 2023)
- Minister sprawiedliwości: Alina Gorghiu (PNL)
- Minister obrony narodowej: Angel Tîlvăr (PSD)
- Minister edukacji: Ligia Deca (PNL)
- Minister kultury: Raluca Turcan (PNL)
- Minister spraw zagranicznych: Luminița Odobescu (PNL)
- Minister gospodarki, przedsiębiorczości i turystyki: Ștefan-Radu Oprea (PSD)
- Minister inwestycji i projektów europejskich: Adrian Câciu (PSD)
- Minister rozwoju, robót publicznych i administracji: Adrian Veștea (PNL, do listopada 2024)[11]
- Minister zdrowia: Alexandru Rafila (PSD)
- Minister rolnictwa i rozwoju wsi: Florin-Ionuț Barbu (PSD)
- Minister energii: Sebastian Burduja (PNL)
- Minister pracy i solidarności społecznej: Marius-Constantin Budăi (PSD, do lipca 2023), Simona Bucura-Oprescu (PSD, od lipca 2023)
- Minister badań naukowych, innowacji i cyfryzacji: Bogdan-Gruia Ivan (PSD)
- Minister środowiska, gospodarki wodnej i leśnictwa: Mircea Fechet (PNL)